# Giuseppe Magrini
Giuseppe Magrini (* 22. November 1857 in Mailand; † 20. Dezember 1926 in Monza) war ein italienischer Cellist, Musikpädagoge und Komponist.
Magrini war 43 Jahre Professor für Violoncello am Konservatorium von Mailand. Als Konzertcellist trat er u. a. unter Leitung von Giuseppe Verdi und Arturo Toscanini auf. Außerdem war er Solocellist im Orchester des Teatro alla Scala. Zu seinen Schülern zählten Lorenzo de Paolis und Enrico Mainardi. Als Komponist trat er mit Werken für das Cello hervor.